# 卡佩拉坎托内
卡佩拉坎托内（義大利語：Cappella Cantone），是意大利克雷莫纳省的一个市镇。总面积13平方公里，人口579人，人口密度44.5人/平方公里（2009年）。国家统计（ISTAT）代码为019013。